# 수인로
수인로(水仁路) 또는 수인산업도로(水仁産業道路)는 경기도 수원시 팔달구 육교사거리에서 안산시, 시흥시를 거쳐 인천광역시 남동구 장수사거리를 잇는 도로이다. 전 구간 국도 제42호선에 속하며, 수인이라는 이름은 수원과 인천의 첫 음절에서 따온 것이다.

## 역사
수원과 인천을 잇는 도로는 일제강점기 시절부터 존재했다. 하지만 수원, 시흥, 부천 3개 군을 잇는 약 십리에 이르는 도로임에도 불구하고 도로 시설이 삼등 도로 수준에 미치지 못해 1927년에는 인천상업회의소 평의원회에서 이 도로를 이등 도로 수준으로 개선해줄 것을 경기도에 요청하는 내용을 담은 결의안이 가결되었다는 기록이 있다. 이 결의 이후 1928년 11월에는 수원에서 시흥군 수암면까지 구간이 개통되었고, 1936년 부천군 소개에서 교통 부분에 '부천군 남단을 횡주(橫走)하는 수인도로(水仁道路)가 있으며'라는 부분이 있어 1930년대 이미 수원 ~ 인천간 도로가 개설이 완료되었음을 알 수 있으며, 또한 비슷한 시기에 이 도로를 통해 수원 ~ 인천을 잇는 버스가 운행되었다는 기록이 있다.
수인산업도로는 이후 1973년 건설부가 발표한 국도완전포장계획으로 ADB(아시아개발은행)에서 들여온 3천만달러의 차관으로 인천 ~ 수원 구간을 포장하는 계획이 수립한 데서 기인한다. 1974년 5월 10일 인천항 제2도크 건설공사가 준공되면서 인천항을 통한 물동량이 크게 늘어날 것이 예상되자 이를 대비해 서울을 거치지 않고 바로 경부고속도로로 연결될 수 있게 ADB 차관 자금으로 서울3차순환선 건설과 함께 총 연장 48km의 고속화도로를 건설하기로 발표했고, 1975년 9월 1일 이 도로 건설을 위한 국제입찰 발주와 함께 착공되었다. 1976년 10월 7일에는 80% 공정률을 보인 수인산업도로 건설 공사 현장에 박정희 대통령이 예고없이 방문해 공사 현장을 시찰하기도 했다. 이 도로는 1976년 12월 30일에 개통되었는데 당시 수인산업도로 구간은 인천시 간석동에서 수원시 서둔동까지 46.7km 구간이었으며, 노폭 10.8m(포장폭 7.2m)의 왕복 2차선의 포장도로였다.

## 연혁
- 1975년 9월 : ADB 차관으로 수원 ~ 인천간 도로 포장공사 착공
- 1976년 12월 30일 : 수인산업도로(인천시 간석동 ~ 수원시 서둔동) 46.7km 구간 개통[10]
- 1992년 이전 : 인천 기점을 장수사거리로 변경[11]
- 1999년 8월 31일 : 반월 ~ 수원시계간 도로(안산시 팔곡동 ~ 수원시 구운동) 9.74km 구간 확장 개통[12]
- 2009년 7월 10일 : 2개 이상 시·도에 걸쳐 있는 도로로 수인로를 고시[13]

## 사진

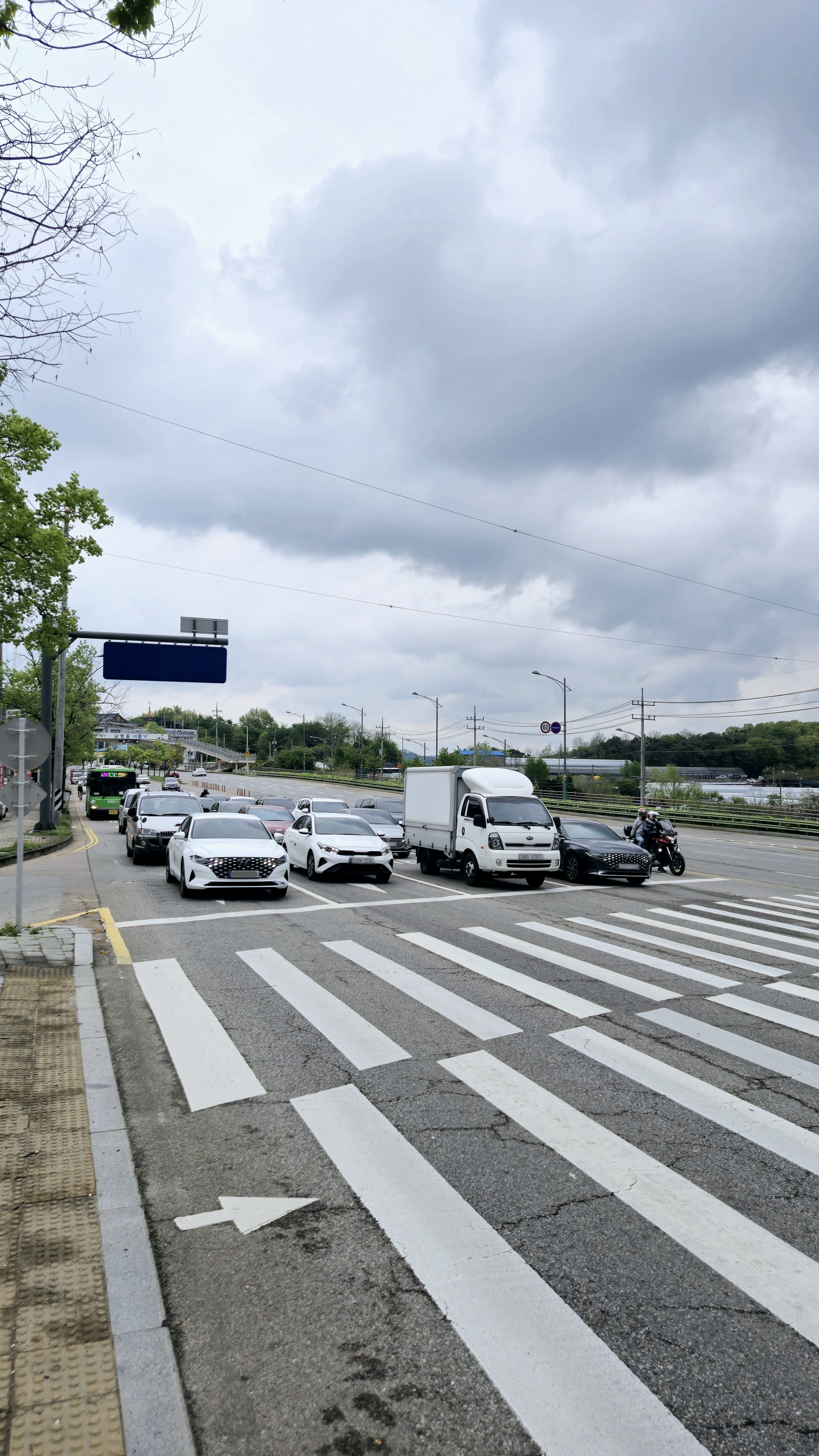
수인로 시흥시 신천동 방면
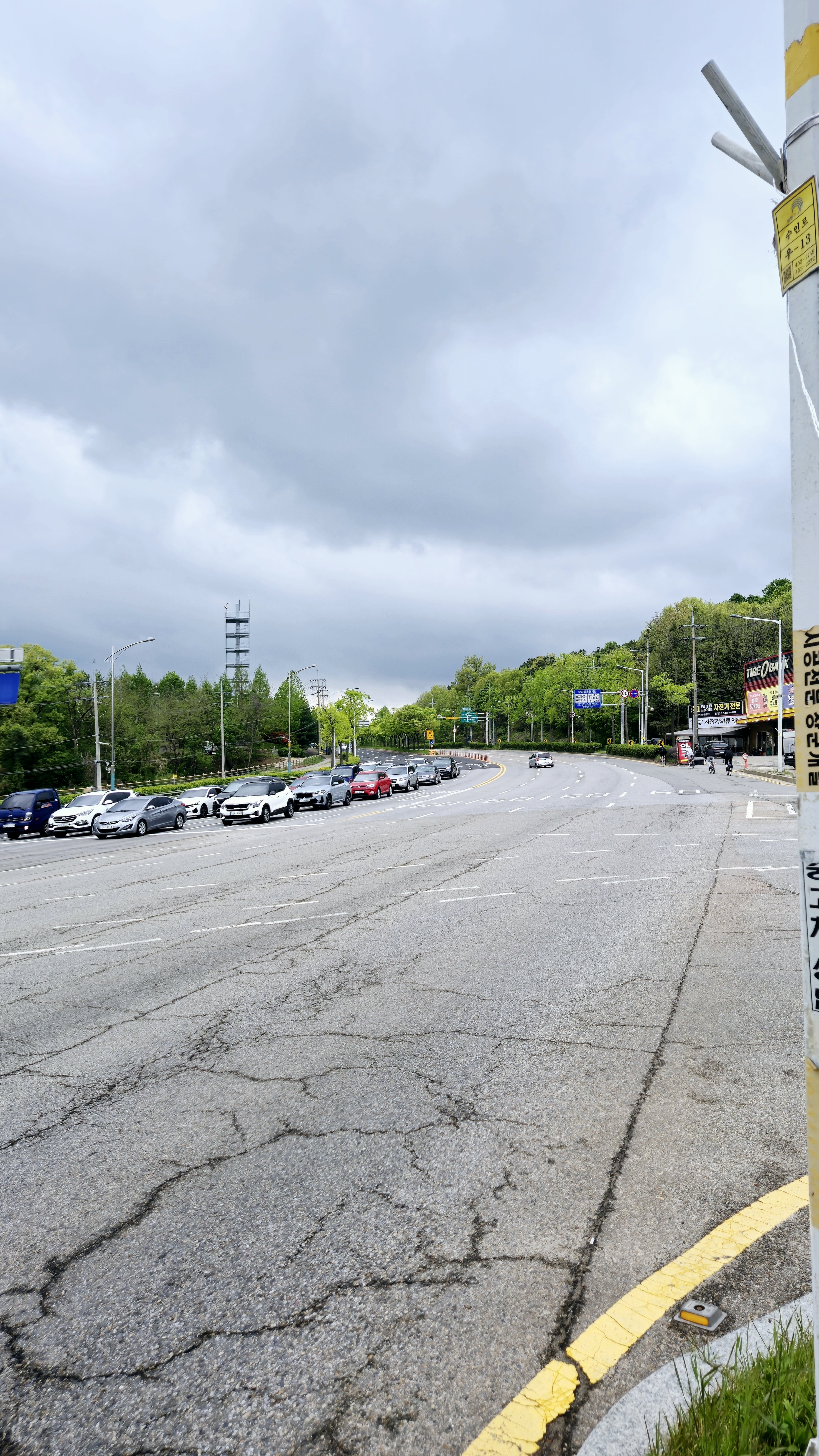
수인로 운연삼거리 인천대공원 방면
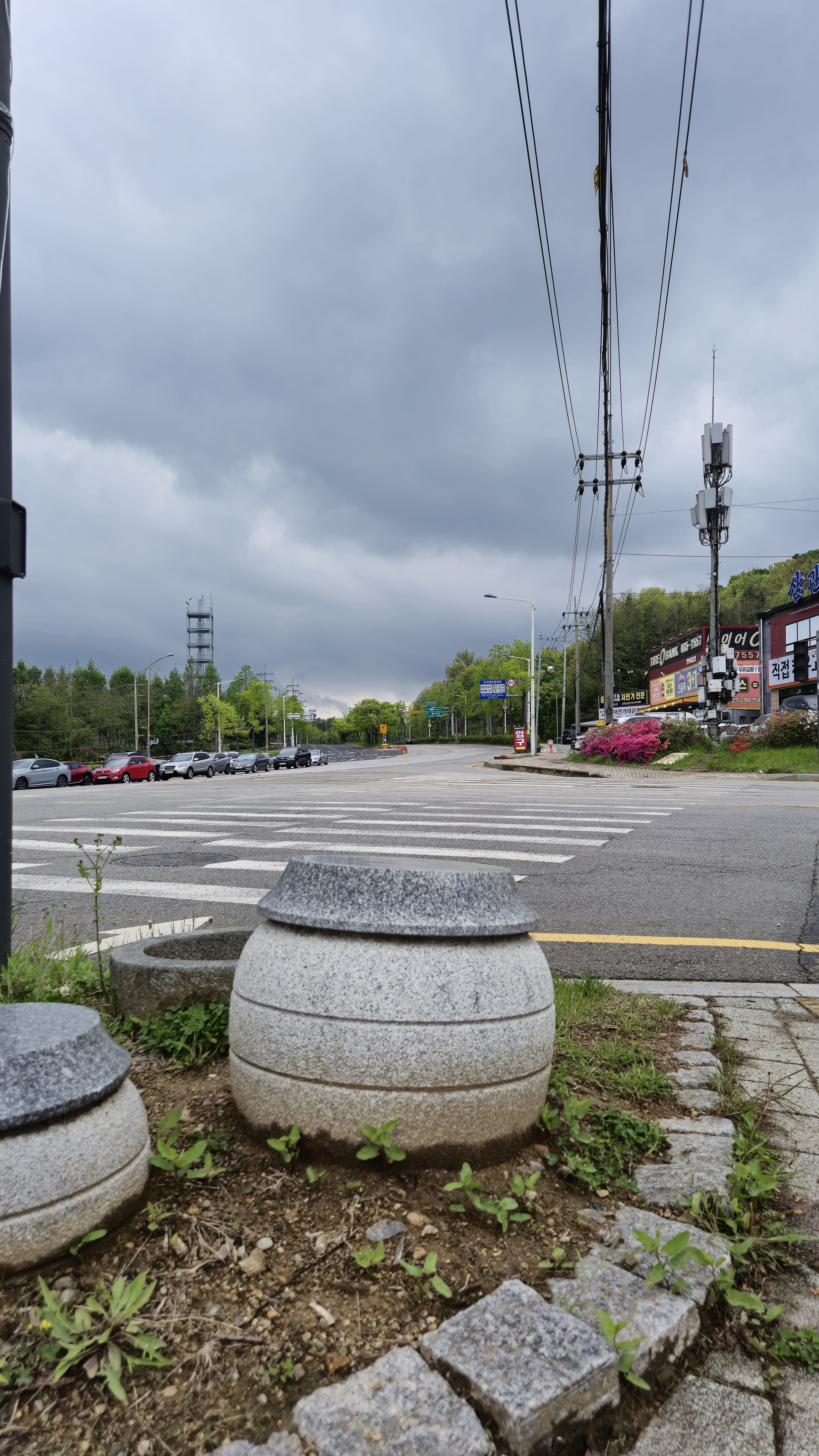
수인로 만의골로 장독 조형물
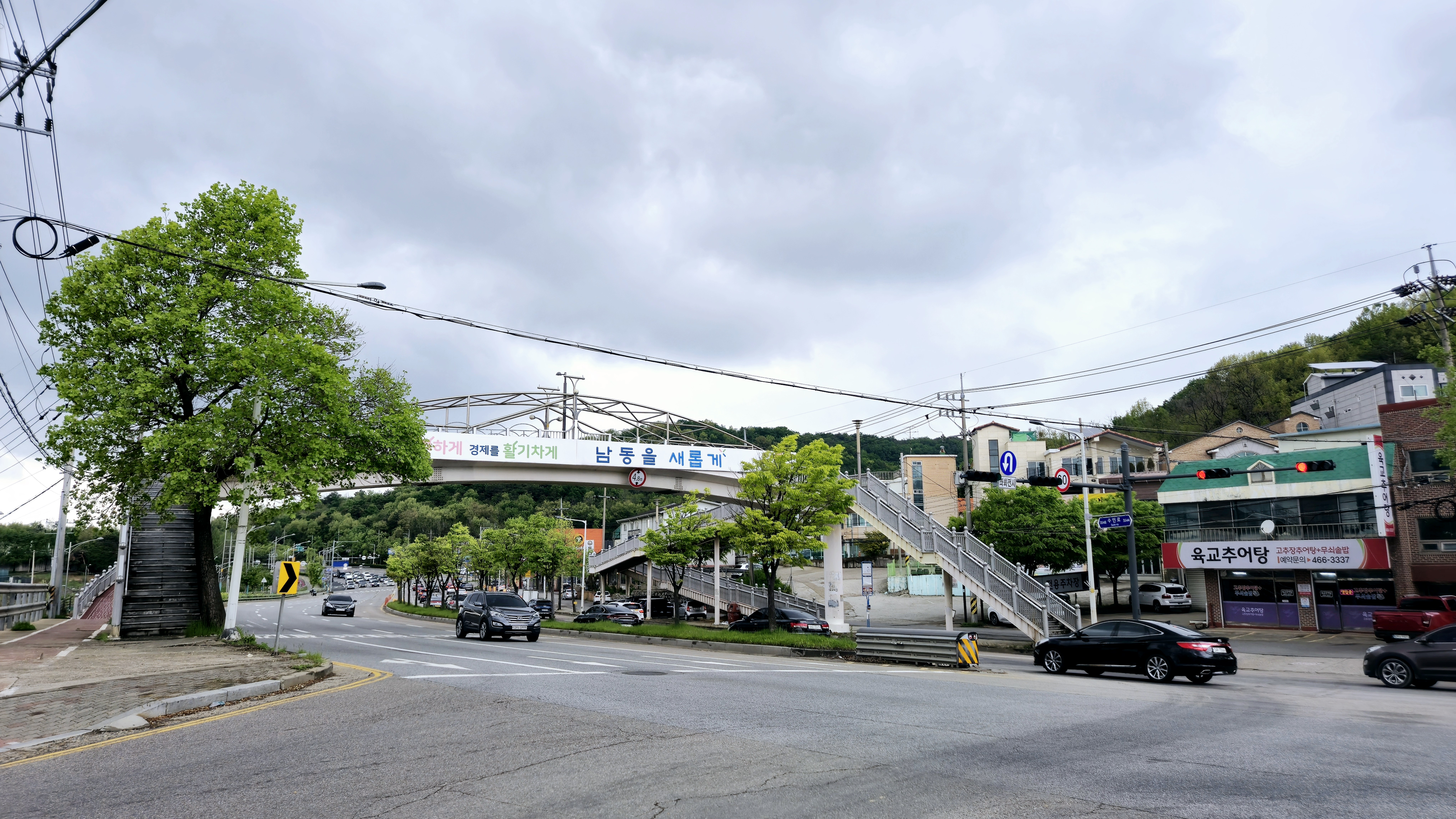
인천광역시 남동구 운연동 육교가 보이는 수인로

## 주요 경유지
경기도
- 수원시 (팔달구 - 권선구) - 안산시 상록구 - 시흥시

인천광역시
- 남동구

## 노선
전 구간 국도 제42호선에 속하므로 이에 대한 별도 표기는 생략한다.
| 이름                     | 접속 노선                                  | 소재지     | 소재지 | 비고                                                                                |
| ------------------------ | ------------------------------------------ | ---------- | ------ | ----------------------------------------------------------------------------------- |
| 육교사거리               | 국도 제43호선 (덕영대로) 팔달로            | 수원시     | 팔달구 |                                                                                     |
| 수원육교                 |                                            | 수원시     | 팔달구 |                                                                                     |
| 권선구                   |                                            | 수원시     |        |                                                                                     |
| 육교삼거리               | 서호동로                                   | 수원시     |        |                                                                                     |
| 서둔 교차로              | 세화로                                     | 수원시     |        |                                                                                     |
| 서둔교                   |                                            | 수원시     |        |                                                                                     |
| 서둔말삼거리             | 서호로                                     | 수원시     |        |                                                                                     |
| 농진청삼거리             | 금호로                                     | 수원시     |        |                                                                                     |
| 웃거리사거리             | 구운로 여기산로                            | 수원시     |        |                                                                                     |
| (이름 없음)              | 구운로 수성로 구운로85번길                 | 수원시     |        |                                                                                     |
| 구운사거리               | 서부로                                     | 수원시     |        |                                                                                     |
| 입북육교                 | 입북로 수인로422번길                       | 수원시     |        |                                                                                     |
| 서수원 나들목            | 지방도 제309호선 (봉담과천로)              | 수원시     |        |                                                                                     |
| 당수교                   |                                            | 수원시     |        |                                                                                     |
| 당수 나들목 당수육교     | 당진로 수인로598번길                       | 수원시     |        |                                                                                     |
| 동안산당수 나들목        | 17호선 평택파주고속도로                    | 안산시     | 상록구 |                                                                                     |
| 사사동                   | 지방도 제313호선 (어사로)                  | 안산시     | 상록구 |                                                                                     |
| 양촌 나들목              | 국도 제39호선 국도 제47호선 (서해로)       | 안산시     | 상록구 | 국도 제39호선과 중복                                                                |
| 반월육교 반월1교         | 건건로 반월로 용담로 반월천남길 반월천북길 | 안산시     | 상록구 | 국도 제39호선과 중복                                                                |
| 팔곡지하차도             | 해안로                                     | 안산시     | 상록구 | 국도 제39호선과 중복                                                                |
| 북고개삼거리             | 용신로                                     | 안산시     | 상록구 | 국도 제39호선과 중복                                                                |
| 매화교                   | 석삼말로 성호로 안산대학로                 | 안산시     | 상록구 | 국도 제39호선과 중복 인천 방면 안산대학로와 성호로로 연결 수원 방면 석삼말로와 연결 |
| (일동주민센터입구사거리) | 구룡로 성호로                              | 안산시     | 상록구 | 국도 제39호선과 중복 인천 방면 진출입만 가능                                        |
| 성호교                   |                                            | 안산시     | 상록구 | 국도 제39호선과 중복                                                                |
| 안산육교                 | 국도 제39호선 (중앙대로)                   | 안산시     | 상록구 | 국도 제39호선과 중복                                                                |
| 성포교                   | 삼일로 성호로13길                          | 안산시     | 상록구 |                                                                                     |
| 제일CC사거리             | 시낭로 태마당로                            | 안산시     | 상록구 |                                                                                     |
| 정재초교사거리           | 순환로 정재로                              | 안산시     | 상록구 |                                                                                     |
| 부록교                   |                                            | 안산시     | 상록구 |                                                                                     |
| (이름 없음)              | 벌터길                                     | 안산시     | 상록구 |                                                                                     |
| 한샘앞삼거리             |                                            | 시흥시     | 목감동 |                                                                                     |
| 구리고개 (장군재)        |                                            | 시흥시     | 목감동 |                                                                                     |
| 목감지하차도 교차로      | 목감우회로                                 | 시흥시     | 목감동 |                                                                                     |
| 목감사거리               | 동서로                                     | 시흥시     | 목감동 |                                                                                     |
| (대안주유소)             | 박달로                                     | 시흥시     | 목감동 |                                                                                     |
| 논곡삼거리               | 광명로                                     | 시흥시     | 목감동 |                                                                                     |
| 금이사거리               | 금오로 금화로                              | 시흥시     | 매화동 |                                                                                     |
| (에이스아파트입구)       | 매화로                                     | 시흥시     | 매화동 |                                                                                     |
| (매화동주민센터입구)     | 매화로                                     | 시흥시     | 매화동 |                                                                                     |
| 안현 교차로              | 마유로                                     | 시흥시     | 은행동 |                                                                                     |
| 은행사거리               | 은행로                                     | 시흥시     | 은행동 |                                                                                     |
| 119안전센터삼거리        | 대은로                                     | 시흥시     | 신천동 |                                                                                     |
| 복음자리입구 교차로      | 국도 제39호선 (시흥대로) 수인로3312번길    | 시흥시     | 신천동 | 국도 제39호선과 중복                                                                |
| 신천사거리               | 복지로 신천로                              | 시흥시     | 신천동 | 국도 제39호선과 중복                                                                |
| 신천교                   | 신천천동로 신천천서로                      | 시흥시     | 신천동 | 국도 제39호선과 중복                                                                |
| 신천육교삼거리           | 국도 제39호선 (호현로)                     | 시흥시     | 신천동 | 국도 제39호선과 중복                                                                |
| 신천고가사거리           | 서해안로                                   | 시흥시     | 신천동 |                                                                                     |
| 운연삼거리               | 만의골로 운연천로                          | 인천광역시 | 남동구 | 운연천로만 미개통                                                                   |
| 치야고개삼거리           | 인주대로                                   | 인천광역시 | 남동구 |                                                                                     |
| 치야고개 인천대공원역    |                                            | 인천광역시 | 남동구 |                                                                                     |
| 장자골사거리             | 장수로 장아산로                            | 인천광역시 | 남동구 |                                                                                     |
| 장수교                   |                                            | 인천광역시 | 남동구 |                                                                                     |
| 장수사거리               | 무네미로                                   | 인천광역시 | 남동구 |                                                                                     |
| 백범로와 직결            |                                            |            |        |                                                                                     |

## 주요 건물 및 시설
- 교통안전공단 서수원검사소 (경기도 수원시 권선구 수인로 24)
- 국립식량과학원 중부작물부, 수원시시설관리공단 (경기도 수원시 권선구 수인로 126)
- 구 국립식량과학원 (경기도 수원시 권선구 수인로 209)
- 서수원시외버스터미널, 이마트 서수원점 (경기도 수원시 권선구 수인로 291)
- 한국가스공사 연구개발원 (경기도 안산시 상록구 수인로 1248)
- 안산국제비즈니스고등학교, 안산중학교 (경기도 안산시 상록구 수인로 1981)
- 수암파출소 (경기도 안산시 상록구 수인로 2026)
- 국민건강보험공단 시흥지사 (경기도 시흥시 수인로 3366)
- 인천대공원역 (인천광역시 남동구 수인로 3687)

## 사진

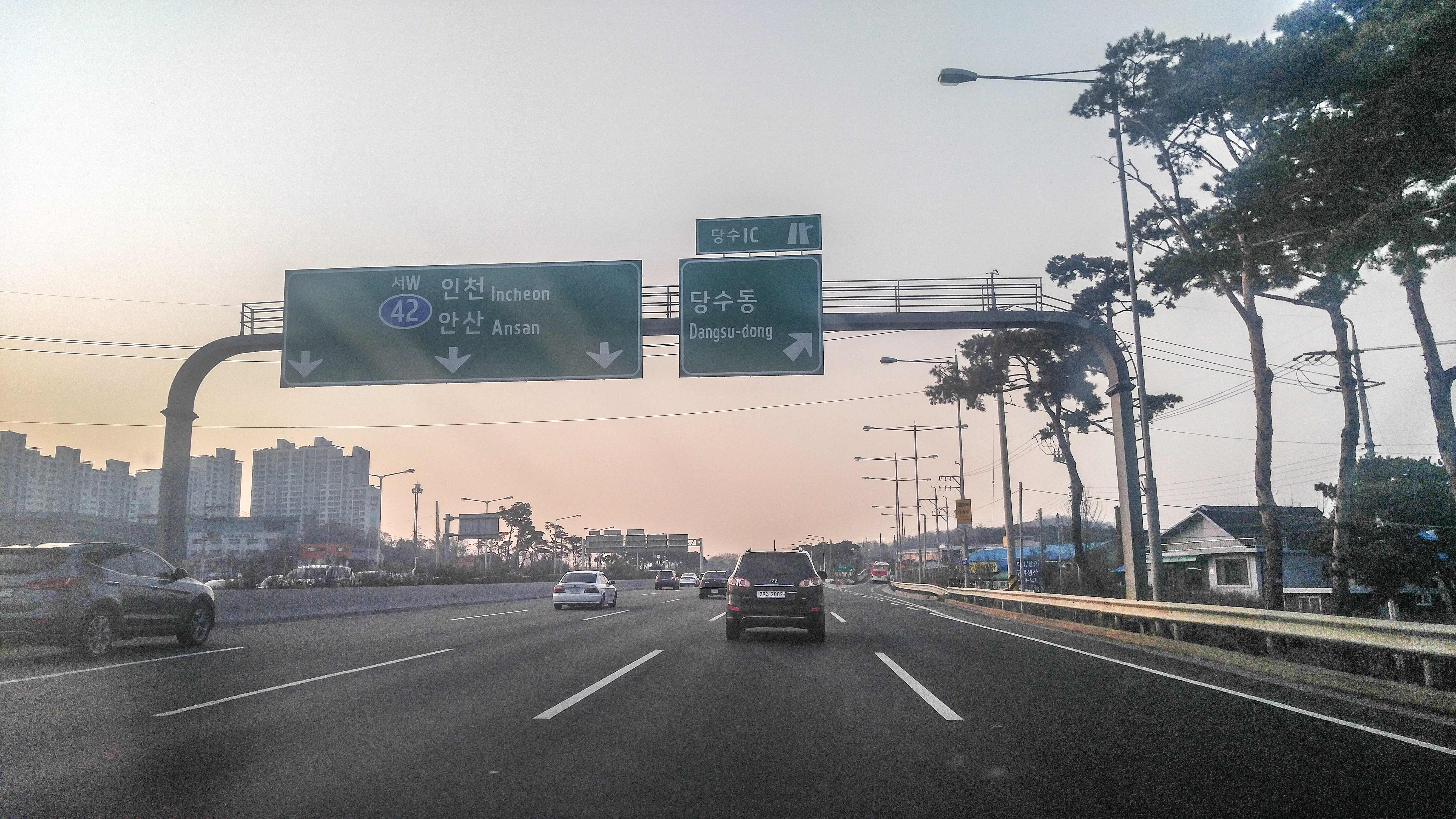
당수IC 표지판 (인천 방면)